# John Welborn
Pour les articles homonymes, voir Welborn.
Pas d'image ? Cliquez ici

a Compétitions nationales et continentales officielles uniquement.

b Matchs officiels uniquement.
Dernière mise à jour le 24 juin 2025.
John Welborn, né le 8 septembre 1970 à Perth, est un joueur de rugby à XV australien qui a joué avec l'équipe d'Australie. Il évolue au poste de deuxième ligne.

## Carrière
John Welborn obtient sa première cape le 3 août 1996 à l'occasion d'un match contre l'équipe d'Afrique du Sud. Son dernier test match est contre l'équipe Nouvelle-Zélande, le 24 juillet 1999.

## Statistiques en équipe nationale
- Nombre de sélections avec l'Australie : 6 entre 1996 et 1999
- Sélections par année : 2 en 1996, 1 en 1998, 3 en 1999.